# Carex umbrosa
Espèce
Classification phylogénétique
Statut de conservation UICN

 LC  : Préoccupation mineure
Carex umbrosa, la Laîche des ombrages ou Laîche à racines nombreuses, est une espèce des plantes du genre Carex et de la famille des Cyperaceae.

## Synonyme
- Carex polyrrhiza Wallr.